# Porto Primavera
Das Wasserkraftwerk Porto Primavera (portugiesisch: Usina Hidrelétrica Porto Primavera bzw. Usina Hidrelétrica Engenheiro Sérgio Motta) wurde am Paraná auf der Grenze zweier Bundesstaaten in Brasilien gebaut. Das Absperrbauwerk steht zwischen Rosana in São Paulo und Bataiporã in Mato Grosso do Sul, 28 km oberhalb der Mündung des Rio Paranapanema in den Parana und unterhalb des Três-Lagoas-Stausees. Dahinter entstand ein großer Stausee, der einer der größten der Erde ist. Seine maximale Wassertiefe ist 18,3 m, die durchschnittliche Tiefe 8,9 m.
Die Bauarbeiten für die Talsperre begannen Ende der 1970er Jahre. In einer ersten Etappe 1998 wurde der Wasserspiegel auf 253 m über dem Meer angehoben, in der zweiten Etappe 2001 auf 257 m. Im Oktober 2003 ging die letzte der vierzehn Turbinen in Betrieb. Die 14 Kaplan-Turbinen haben eine Nennleistung von je 112,2 MW bei 18 m Fallhöhe und einem Durchfluss von 555 m³/s. Zusammen sind das 1570,8 Megawatt. Die ersten drei wurden schon 1999 in Betrieb genommen. Als Leistung (bzw. maximale Leistung) des Wasserkraftwerks werden in verschiedenen Quellen auch angegeben: 1430, 1540, 1800, 1814,4 oder 1815 MW.
Das Absperrbauwerk, eine Kombination von Staudamm aus Erdschüttmaterial und Gewichtsstaumauer, ist mit mehr als 10 km Länge außergewöhnlich lang. Für die Länge der Bauwerkskrone gibt es je nach Quelle die Angaben 10.186, 10.376, 11.380 und 11.835 Meter. Auch für das Bauwerksvolumen (37,644 Mio. m³), den Stauinhalt (18.500 Mio. m³) und das Einzugsgebiet (572.480 km²) gibt es alternative Angaben.
Die Arbeiten wurden häufig unterbrochen und verzögert. Die Baukosten haben sich von ursprünglich 2,5 Milliarden Dollar auf 9 Milliarden erhöht. Dieses Kraftwerk produziert sehr teuren Strom und es liefert wegen der ungünstigen geographischen und hydrologischen Bedingungen nur einen Bruchteil der Energiemenge von Itaipú.